# Otokar Cobra
La famiglia Otokar Cobra è una serie di Infantry Mobility Vehicle (IMV) 4×4 prodotta dall'azienda turca Otokar e in servizio dal 1997. Il veicolo può essere allestito con diversi moduli o armamenti per adattarlo a diverse tipologie di missione.

## Caratteristiche

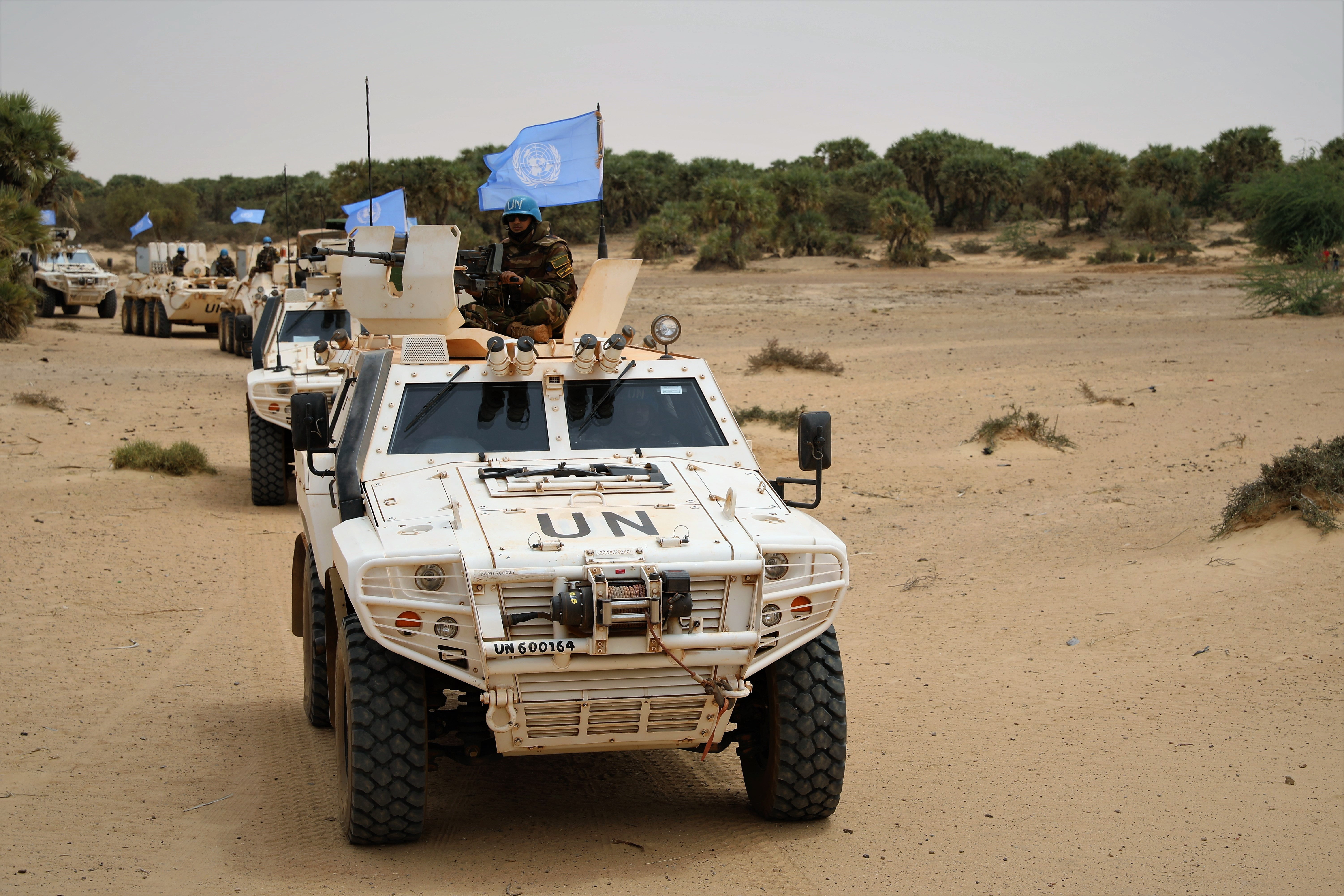
Cobra II del Bangladesh in Mali nella missione MINUSMA

Lo scafo in monoscocca con fondo a V dei Cobra è realizzato in acciaio con accessi laterali e posteriore ed è inclinato per incrementare la protezione balistica; il telaio è progettato basandosi sugli HMMWV, con il quale i Cobra condividono alcune parti. Il motore è un diesel V8 turbocompresso da 6,5 l e 140 kW che fornisce un rapporto peso/potenza di circa 21 kW/t. Tutti i veicoli della famiglia Cobra sono aerotrasportabili. Il mezzo ha capacità anfibie e può attraversare senza preparazione un guado fino a 1 000 mm. La versione Cobra II è completamente ridisegnata per migliorare le capacità di protezione da proiettili e da esplosioni e per aumentare la capacità di trasporto.
Il veicolo è una piattaforma che può essere adattata per varie tipologie di missione, incluse trasporto truppe, ricognizione, ambulanza, veicolo di comando, veicolo NBC e veicolo di polizia. Grazie alla sua struttura modulare il Cobra può essere dotato di diversi armamenti, tra cui mitragliatrici da 7,62 mm e da 12,7 mm, lanciagranate da 40 mm, cannone da 20 mm, missili anticarro, antiaerei e munizioni circuitanti.

## Impiego operativo
I Cobra sono stati dispiegati dalla Georgia nella seconda guerra in Ossezia del Sud, dove 2 esemplari sono stati distrutti e altri 6 sono stati catturati dalle forze armate russe o ossete, di cui 4 integrati nelle locali forze armate e 2 inviati in Russia. La Nigeria impiega i propri Cobra per contrastare gli insorti di Boko Haram nel nord del paese.
La Turchia utilizza il Cobra in operazioni antiterrorismo domestiche e nel Kurdistan iracheno e lo ha dispiegato in Afghanistan. Diversi esemplari sono impiegati nel nord della Siria e alcuni stati forniti agli insorti dell'Esercito nazionale siriano, che ha anche prodotto veicoli corazzati improvvisati basati sul Cobra.
Alcuni mezzi sono stati catturati dalle forze jihadiste in Nigeria, in Burkina Faso e in Siria.

## Versioni
- Cobra: prima versione introdotta nel 1997.
- Cobra II: versione introdotta nel 2013 con capacità di trasporto aumentate, scafo ridisegnato e protezione balistica ed esplosiva aumentata.[11]
- Cobra II MRAP: Cobra II con corazzatura ridisegnata per contrastare mine e IED.[12]

### Specifiche tecniche
| Dati                      | Cobra                        | Cobra II                     | Cobra II MRAP                |
| ------------------------- | ---------------------------- | ---------------------------- | ---------------------------- |
| Lunghezza                 | 5 480 mm                     | 6 400 mm                     | 6 350 mm                     |
| Larghezza                 | 2 240 mm                     | 2 500 mm                     | 2 750 mm                     |
| Altezza                   | 2 100 mm                     | 2 300 mm                     | 2 650 mm                     |
| Peso                      | 6 700 kg                     | fino a 13 500 kg             | 18 500 kg                    |
| Equipaggio                | 1+8                          | 1+9                          | 1+10                         |
| Motore                    | diesel V8 da 6,5 l da 140 kW | diesel V6 da 6,7 l da 210 kW | diesel V6 da 6,7 l da 270 kW |
| Trasmissione              | automatica a 4 rapporti      | automatica a 6 rapporti      | automatica a 6 rapporti      |
| Velocità massima          | 100 km/h                     | 110 km/h                     | 110 km/h                     |
| Raggio d'azione           | 600 km                       | 700 km                       | 700 km                       |
| Guado senza preparazione  | 1 000 mm                     | 1 000 mm                     | 1 000 mm                     |
| Pendenza massima          | 60%                          | 60%                          | 60%                          |
| Pendenza massima laterale | 40%                          | 30%                          | 30%                          |
| Ostacolo verticale        | 0,4 m                        | 0,5 m                        | 0,6 m                        |
| Trincea                   | 0,8 m                        | 1 m                          | 1 m                          |

## Utilizzatori

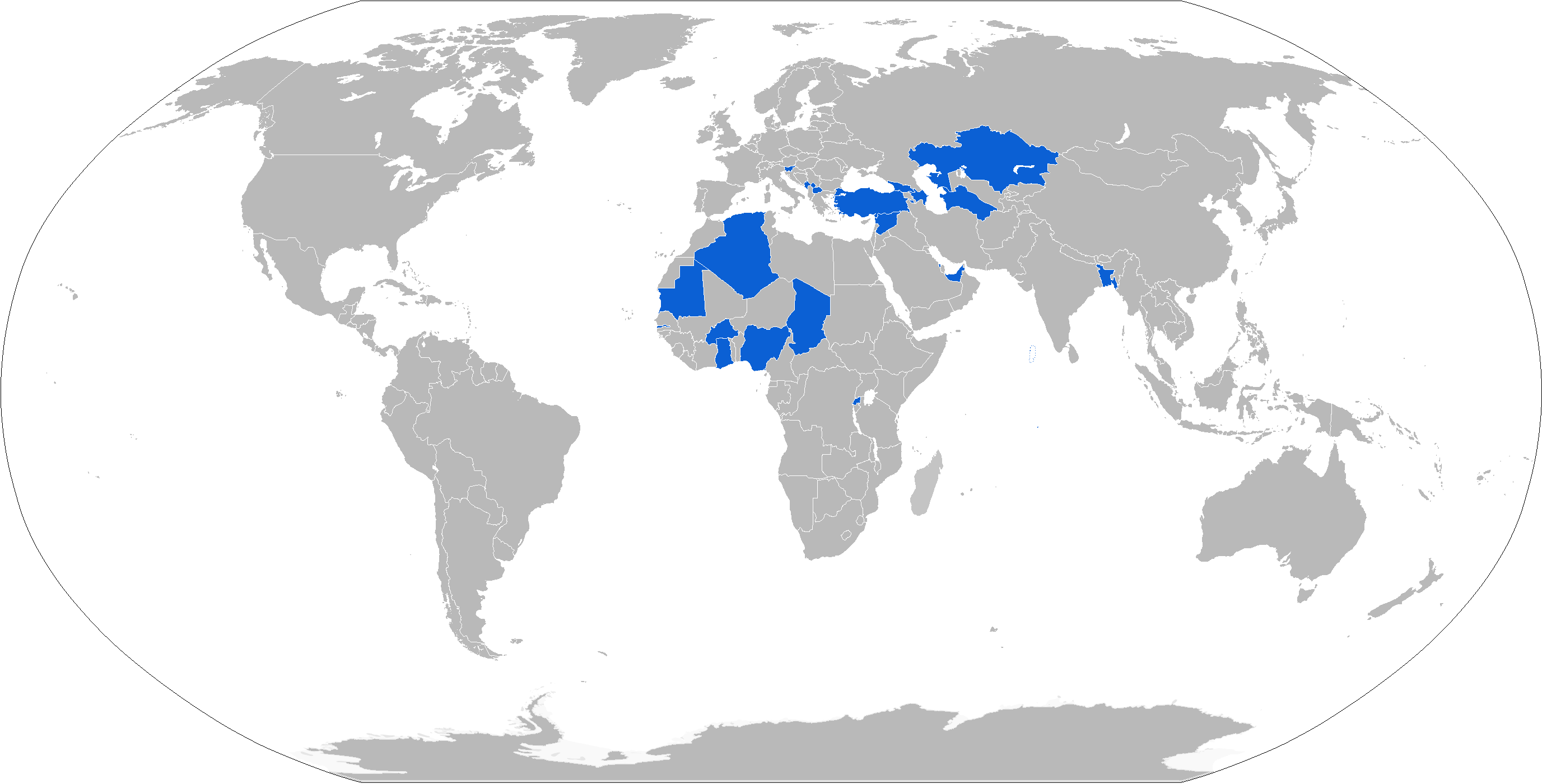
Operatori del Cobra mostrati in blu

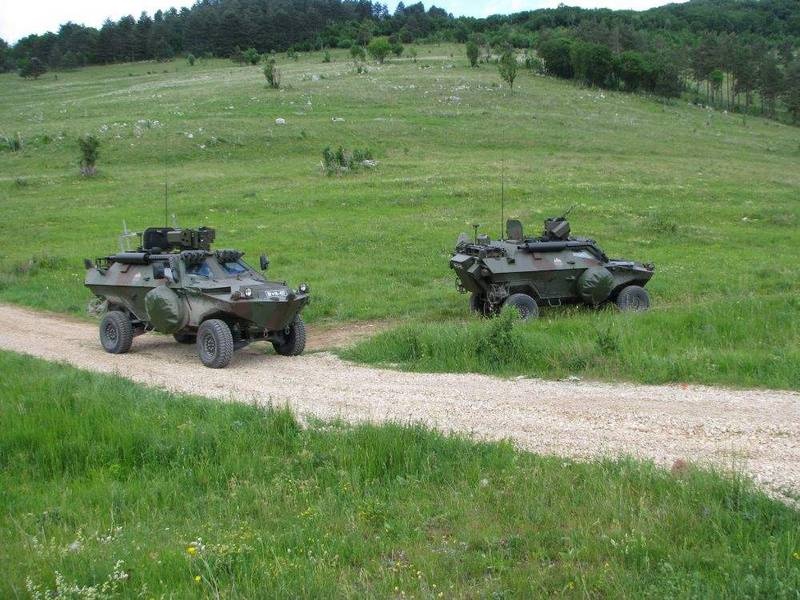
Due Cobra sloveni

Algeria
- Esercito popolare nazionale[15]

 Azerbaigian
- Azərbaycan Quru Qoşunları

35 Cobra consegnati entro il 2011.
 Bahrein
- Forze di sicurezza pubblica

numero imprecisato di Cobra in servizio nella polizia.
- Guardia nazionale

più di 20 Cobra in servizio dal 2008.
 Bangladesh
- Bānglādēśh Sēnābāhinī

22 Cobra in servizio dal 2007 più altri 67 Cobra II in servizio dal 2017.
- Polizia di Dacca

10 Cobra in servizio.
 Burkina Faso
- Armée de terre de Burkina Faso

almeno 4 Cobra consegnati a partire dal 2018.
 Emirati Arabi Uniti
- Esercito degli Emirati Arabi Uniti

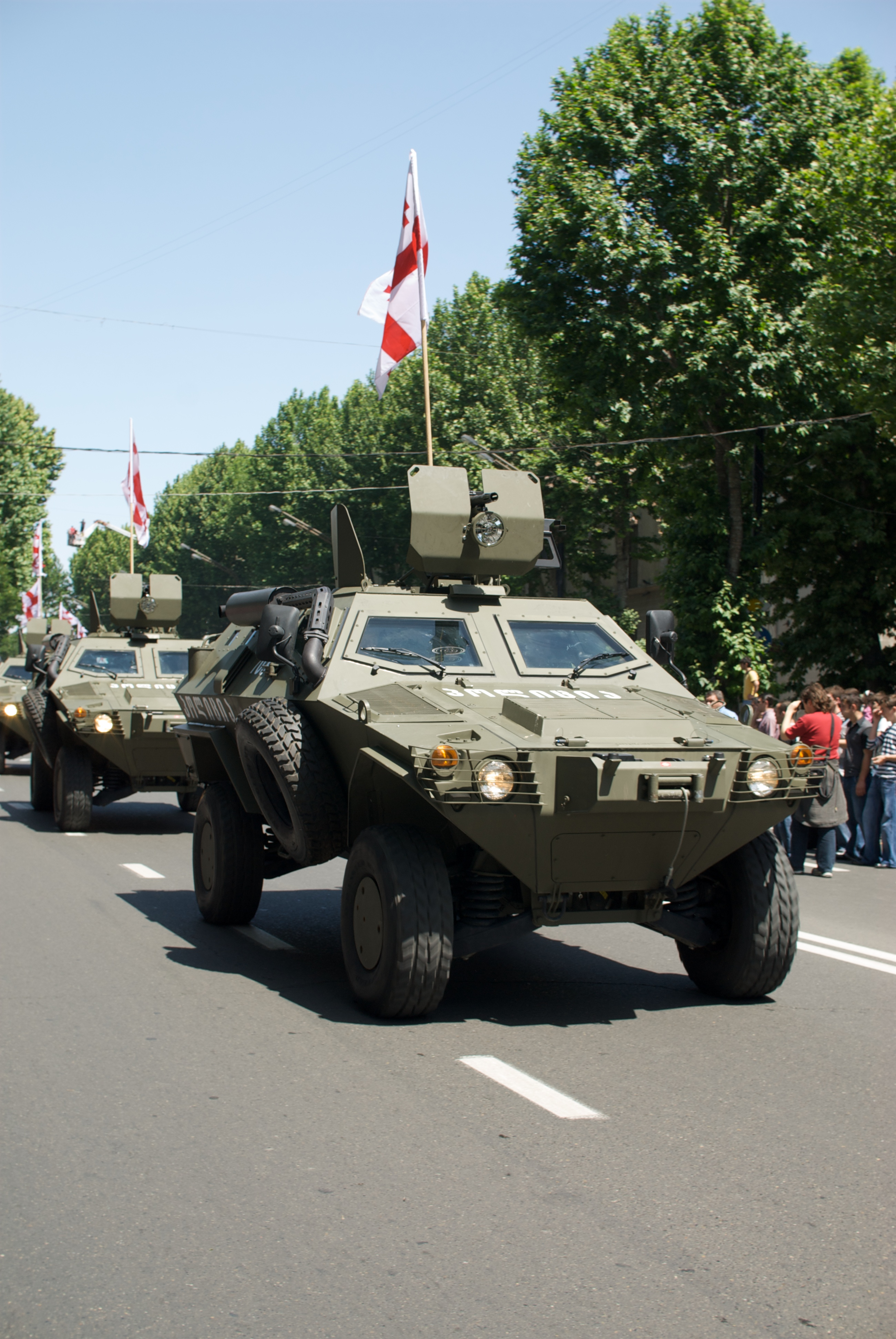
Cobra georgiani in parata

14 Cobra consegnati nel 2004.
 Georgia
- Forze Terrestri georgiane

circa 100 Cobra in servizio dal 2007.
 Ghana
- Ghana Army

73 tra Cobra e Cobra II consegnati a partire dal 2018.
 Kazakistan
- Forze terrestri della Repubblica del Kazakistan

17 Cobra prodotti localmente su licenza in servizio nelle Forze terrestri della Repubblica del Kazakistan dal 2019; il contratto prevede la produzione di 40 esemplari in totale.
 Kosovo
- Forza di Sicurezza del Kosovo[23]

 Macedonia del Nord
- Armija na Republika Severna Makedonija

2 Cobra donati dalla Turchia utilizzati dalla polizia militare.
 Maldive
- Maldives National Defence Force

3 Cobra.
 Mauritania
- Esercito della Mauritania

Almeno 12 Cobra in servizio nel 2019.
- Gendarmerie nationale

12 Cobra in servizio nel 2020.
 Montenegro
- Kopnena vojska Crne Gore

1 Cobra equipaggiato per la difesa NBC.
 Nigeria
- Nigerian Army

194 Cobra in servizio nel 2017.
 Ossezia del Sud
- Esercito dell'Ossezia del Sud

4 Cobra georgiani catturati nella Seconda guerra in Ossezia del Sud.
 Pakistan
- Pak Fauj[28]

 Ruanda
- Ingabo z'u Rwanda

30 Cobra, impiegati per le Nazioni Unite nella Repubblica Centrafricana.
 Coalizione nazionale siriana
- Esercito nazionale siriano

numero indefinito di Cobra forniti dalla Turchia come aiuto; avvistati blindati improvvisati somiglianti ai Cobra.
 Slovenia
- Slovenska vojska

10 Cobra utilizzati per operazioni NBC.
 Turchia
- Türk Kara Kuvvetleri

oltre 800 Cobra e almeno 82 Cobra II.
- Jandarma

oltre 200 Cobra.
 Turkmenistan
- Esercito del Turkmenistan

almeno 4 in servizio.

### Passati
Repubblica Araba di Siria
- Al-Jaysh al-'Arabi al-Suri

almeno 2 Cobra catturati dall'ISIS che a sua volta li aveva catturati dagli insorti filoturchi.